# Grijs zandvleugeltje
Het grijs zandvleugeltje (Scrobipalpa proclivella) is een vlinder uit de familie tastermotten (Gelechiidae). De wetenschappelijke naam is voor het eerst geldig gepubliceerd in 1886 door Fuchs.
De soort komt voor in Europa.